# جوشوا جارسيا
جوشوا إسبينيلي غارسيا Joshua Garcia (قالب:IPA-tl) (من مواليد 7 أكتوبر 1997) هو ممثل فلبيني وراقص ونموذج تجاري. بدأ حياته المهنية في التمثيل في عام 2015 بعد أن كان جزءًا من برنامج الواقع بينوي الأخ الأكبر: الكل في كمتسابق. لقد صعد إلى الصدارة بسبب أدائه الذي نال استحسان النقاد في عام 2016 مهرجان مترو مانيلا السينمائي الأكثر ربحًا فينس وكاث وجيمس وفي سلسلة فترات الذروة الابن الطيب. لعب Garcia دور البطولة في العديد من المسلسلات التلفزيونية مثل أين كنت عندما كنت بحاجة إليك (2015)، أعظم الحب (2016)، الآن وإلى الابد (2018)، العروس القاتلة (2019)، فضيحة فيروسية (2021) و دارنا (2022).

## وقت مبكر من الحياة
ولد جارسيا في 7 أكتوبر 1997 في باوان، باتانجاس، الفلبين. وهو الابن الثاني لأبوين فلبينيين جيو جارسيا وماريف إسبينيلي. جاء من عائلة مفككة، ثم تربى على يد والده وعمه الكاهن الأب. جيري جارسيا في باوان، باتانجاس مع أخته الكبرى، لورينزا ماي. كما أن لديه ثلاثة أشقاء أصغر لأب واثنين من الأشقاء غير الأشقاء لأم.
إنه راقص وكان عضوًا في مجموعة رقص باتانجاس الثقافية، فن الغناء قبل الانضمام إلى برنامج تلفزيون الواقع بينوي الأخ الأكبر: الكل في باعتباره واحدًا من 19 من رفاق المنزل الذين دخلوا منزل الأخ الأكبر.

## روابط خارجية
- جوشوا جارسيا في قاعدة بيانات الأفلام على الإنترنت
- جوشوا جارسيا على إنستغرام